# Alaskan klee kai
L'alaskan klee kai è una razza canina di origine statunitense non riconosciuta dalla FCI.

## Descrizione
Esistono i toy, i nani e gli standard.
Hanno il colore caratteristico degli husky, gli occhi azzurri, marroni, o misti.
Sono un incrocio tra un maschio di spitz americano e una femmina di husky.

## Carattere
Questi cani si adattano al padrone, ma hanno un carattere un po' territoriale, non sono adatti a bambini di età inferiore ai 6 anni.
Sono difficili da addestrare e non sono adatti a chi è alle prime armi con l'addestramento.